# الحسين قمبور
الحسين قمبور (مواليد 21 آب\أغسطس 1989) هو مجدّف ليبي. احتل المركز 32 في منافسات التجديف الفردي للرجال في دورة الألعاب الأولمبية الصيفية 2016.  مثّل ليبيا في الألعاب الأولمبية الصيفية 2020 التي أقيمت في طوكيو في آب\أغسطس 2021. كما شارك في إحراز ميداليتين برونزيتين لبلاده في النسخة 13 من بطولة تونس عام 2020.